# Дніпровський державний аграрно-економічний університет
Дніпровський державний аграрно-економічний університет (ДДАЕУ) — вищий навчальний заклад IV рівня акредитації Міністерства освіти і науки України, розташований у Нагірному історичному районі Соборного адміністративного району міста Дніпра за адресою: 49600, м. Дніпро, вул. Сергія Єфремова, 25.

## Історія
Дніпровський державний аграрно-економічний університет засновано 11 вересня 1922 року рішенням Управління освіти УРСР на базі кафедри зоотехніки Київського політехнічного інституту був створений Київський ветеринарно-зоотехнічний інститут, який складався з ветеринарного та зоотехнічного факультетів.
У 1930 році на базі зоотехнічного факультету було створено Київський зоотехнічний інститут.
У 1934 році, згідно з постановою Раднаркому УРСР від 19 квітня 1934 року, Київський зоотехнічний інститут було переведено до Дніпропетровська, а директором вишу призначений М. О. Селех. У жовтні 1934 року було відкрито агрономічний факультет, а Дніпропетровський зоотехнічний інститут перейменовано на Дніпропетровський сільськогосподарський інститут (ДСГІ).
Заочне відділення почало працювати з жовтня 1935 року у складі агрономічного і зоотехнічного факультетів. До 1940 року роботу заочного відділення координував Український інститут заочного навчання, а потім ці функції перейшли до дирекції ДСГІ.
У 1920—1939 роках інститут підготував 2000 спеціалістів — зоотехніків та агрономів, а також 2000 спеціалістів та керівників сільського господарства за іншими спеціальностями. З числа студентів і співробітників інституту підготовлено 18 професорів, 6 докторів наук, 13 кандидатів наук та 19 доцентів.
З початком німецько-радянської війни більшість навчального обладнання та іншого майна інституту було евакуйовано до Саратова. Майже всі студенти призвані до лав Радянської армії.
У окупованому німцями Дніпропетровську 22 вересня 1941 року було створено Дніпропетровський Український Державний Університет (ДУДУ), який складався з 6 факультетів, одним з яких був сільськогосподарський факультет. Цей факультет складався з 6 кафедр, серед яких були кафедри загального землеробства, розведення сільськогосподарських тварин, геодезії. У грудні 1942 року університет припинив своє існування.
Після визволення Дніпропетровська радянськими військами 25 жовтня 1943 року, у листопаді 1943 року, розпочалося робота ДСГІ, де спочатку навчалося 7 студентів. Тоді закінчили інститут 21 студент.
У 1947 році в інституті працювала 21 кафедра, 71 особа професорсько-викладацького складу. У цей період інститут почав підготовку спеціалістів через систему заочного навчання.
За постановою Ради Міністрів СРСР в ДСГІ у вересні 1951 року створений новий факультет — гідромеліоративний.

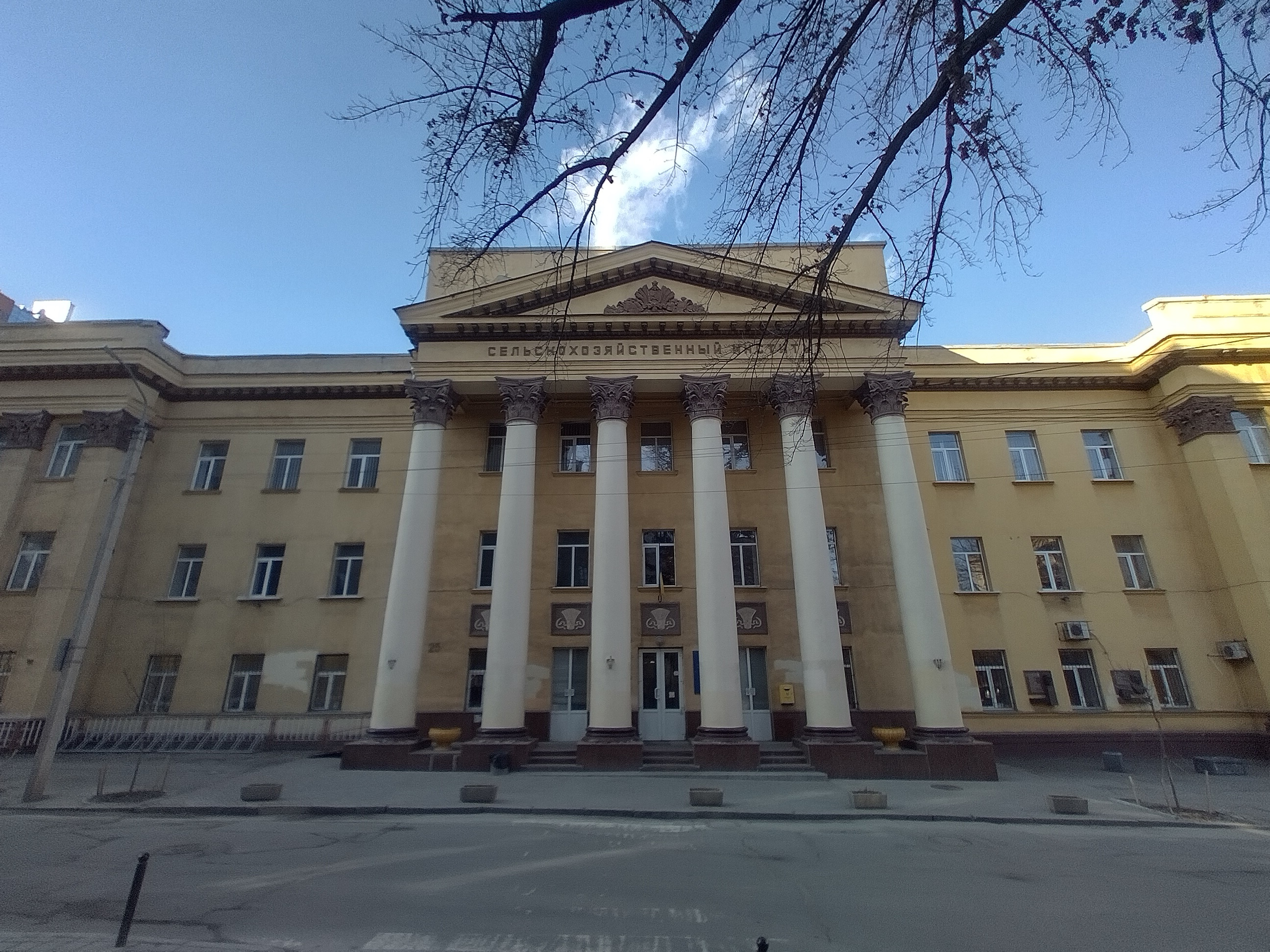
Старий корпус ДДАЕУ

У 1955 році зоотехнічний факультет переведений у Кам'янець-Подільський сільськогосподарський інститут, факультет гідромеліорації — у Київський гідромеліоративний інститут, з Кримського сільськогосподарського інституту був переведений факультет механізації сільського господарства. Планувалося, що у майбутньому в інституті залишиться лише факультет механізації сільського господарства.
У 1960 році в інституті було відкрито економічний факультет. У 1970 році було відкрито підготовче відділення для абітурієнтів, де слухачі мали можливість поглиблювати свої знання з фізики, математики, біології, мови, хімії, інформатики та інших дисциплін.
З 1975 року відновив роботу зоотехнічний факультет, з 1979 — гідромеліоративний факультет.
У 1975—1976 роках закінчується будівництво та освоєння навчального корпусу № 2.
У 1980 році почав працювати ветеринарний факультет. У 1980—1983 роках для розміщення ветеринарного факультету інституту передається будівля міської ветеринарної клініки та навчального корпусу школи майстрів сільського будівництва. Одночасно проводиться будівництво гуртожитків № 2, 3, 4, 6.
У 1983 році інституту було вручено орден Трудового Червоного Прапора.
З другої половини 1985—1989 років розгортається робота з формування навчально-наукового комплексу на базі вишу.
14 травня 1991 року Дніпропетровський сільськогосподарський інститут реформовано у Дніпропетровський державний аграрний університет.
У 1995 році було відкрито інститут післядипломної освіти, у 1996 році — магістратуру.
У 2014 році виш перейменований на Дніпропетровський державний аграрно-економічний університет.

## Структура
У виші працюють наступні інститути та факультети:
- Інститут післядипломної освіти;
- Факультет обліку і фінансів;
- Факультет менеджменту і маркетингу;
- Агрономічний факультет;
- Інженерно-технологічний факультет;
- Факультет ветеринарної медицини;
- Біотехнологічний факультет;
- Факультет водогосподарської інженерії та екології.

А також підпорядковані наступні навчальні заклади:
- Верхньодніпровський фаховий коледж;
- Новомосковський фаховий коледж;
- Технологічний фаховий коледж;
- Фаховий коледж електрифікації;
- Нікопольський фаховий коледж;
- Ерастівський фаховий коледж імені Е. К. Бродського.